# Gompholobium
Genre
Synonymes
- Burtonia R. Br.[2]

Gompholobium est un genre de plantes à fleurs dicotylédones de la famille des Fabaceae (légumineuses), sous-famille des Faboideae, originaire d'Australie et de Nouvelle-Guinée, qui comprend environ 35 espèces acceptées.  

## Liste d'espèces
Selon The Plant List (24 décembre 2018) :
- Gompholobium aristatum Benth.
- Gompholobium asperulum (S.Moore) Crisp
- Gompholobium baxteri Benth.
- Gompholobium burtonioides Meissner
- Gompholobium capitatum A.Cunn.
- Gompholobium confertum (DC.) Crisp
- Gompholobium ecostatum Kuchel
- Gompholobium foliolosum Benth.
- Gompholobium glabratum DC.
- Gompholobium gompholobioides (F.Muell.) Crisp
- Gompholobium grandiflorum Sm.
- Gompholobium hendersonii Paxton
- Gompholobium huegelii Benth.
- Gompholobium inconspicuum Crisp
- Gompholobium knightianum Lindl.
- Gompholobium latifolium Sm.
- Gompholobium marginatum R.Br.
- Gompholobium minus Sm.
- Gompholobium nitidum Benth.
- Gompholobium obcordatum Turcz.
- Gompholobium ovatum Meissner
- Gompholobium pinnatum Sm.
- Gompholobium polymorphum R.Br.
- Gompholobium polyzygum F.Muell.
- Gompholobium preissii Meissner
- Gompholobium scabrum Sm.
- Gompholobium shuttleworthii Meissner
- Gompholobium simplicifolium (F.Muell. & Tate) Crisp
- Gompholobium subulatum Benth.
- Gompholobium tomentosum Labill.
- Gompholobium uncinatum Benth.
- Gompholobium venustum R.Br.
- Gompholobium villosum (Meissner) Crisp
- Gompholobium virgatum DC.
- Gompholobium viscidulum Meissner